# Saint-Jouan-de-l'Isle
 Saint-Jouan-de-l'Isle  (en bretón Sant-Yowan-an-Enez) es una población y comuna francesa, situada en la región de Bretaña, departamento de Côtes-d'Armor, en el distrito de Dinan y cantón de Caulnes.

## Demografía
| 411 | 426 | 415 | 375 | 359 | 345 |
| Para los censos de 1962 a 1999 la población legal corresponde a la población sin duplicidades (Fuente: INSEE [Consultar]) |     |     |     |     |     |